# Collenberg
Collenberg település Németországban, azon belül Bajorországban. Lakosainak száma 2483 fő (2023. december 31.). Collenberg Dorfprozelten, Freudenberg, Bürgstadt, Großheubach, Röllbach, Mönchberg és Eschau községekkel határos.

## Népesség
A település népessége az elmúlt években az alábbi módon változott:
| Lakosok száma | 2294 | 2298 | 2447 | 2437 | 2417 | 2470 | 2433 | 2442 | 2424 | 2483 |
|               | 1970 | 1975 | 2011 | 2012 | 2014 | 2015 | 2017 | 2019 | 2022 | 2023 |